# Antoinette Bamberger
Antoinette Charlotte Victoria Bamberger, geborene Sack, (* 1722; † 29. Mai 1805) war eine deutsche Schriftstellerin.

## Leben
Bamberger wuchs in einem evangelischen Pfarrhaus auf. Sie
war die erste Tochter des Geistlichen August Friedrich Sack,  der ab 1732 als Pfarrer in Magdeburg wirkte. Ihre Mutter Susanne, Tochter des Pfarrers Etienne Cartell in Frankfurt/Oder, verstarb kurz nach der Geburt im Wochenbett. Bereits 1755 war sie Mitarbeiterin an Karl Müchlers Beschäftigungen des Geistes und Herzens. Sie heiratete am 16. Oktober 1759 in Berlin den reformierten Prediger in Berlin Johann Peter Bamberger (1722–1804), der ab 1780 Hof- und Garnisonprediger in Potsdam war. Der Ehe entstammte  eine Tochter. Im Jahr 1778 wurde, dem Untertitel nach ohne ihr Wissen, von Professor Zobel ihr Werk Ein Brief eines verheiratheten Frauenzimmers zum Muster freundschaftlicher Briefe in den Druck gegeben. Samuel Baur (1768–1832) lobte, dass dieser Brief „ihrem Herzen eben sowohl als ihrem Verstande Ehre gemacht“ habe. Bamberger sprach unter anderem Französisch und brachte diese Sprache auch der in ihrem Haushalt aufgewachsenen Friederike Helene Unger bei. Unger wurde später selbst Schriftstellerin.
Über ihren Halbbruder Friedrich Samuel Gottfried Sack kam sie bereits früh in Kontakt mit Friedrich Schleiermacher und wurde eine enge Freundin seiner Mutter. Als Schleiermacher von Februar bis Mai 1799 die Amtsgeschäfte Johann Peter Bambergers übernahm, wohnte er in dieser Zeit bei der Familie Bamberger. Auch mit Antoinette Bambergers Tochter Lucie war Schleiermacher befreundet. Schleiermacher und Bamberger standen in brieflichem Kontakt. Fünf Briefe von Antoinette Bamberger an Schleiermacher aus der Zeit von 1800 bis 1802 wurden 1939 in der Zeitschrift Die Taube veröffentlicht.